# Gretna (Canada)
Gretna è una comunità non incorporata del Manitoba, in Canada. Nel 2016 aveva una popolazione di 541 abitanti, scesi a 511 nel 2021
Si trova lungo la strada provinciale Manitoba Highway 30, a ridosso del confine con lo stato americano del Dakota del Nord. 
Il nome deriva da Gretna Green, villaggio scozzese al confine tra Scozia e Inghilterra.